# Гай Юлий Юл (консул 489 года до н. э.)
Гай Юлий Юл (лат. Gaius Iulius Iulus) — римский государственный деятель начала V века до н. э.
Отцом Юла был Луций Юлий. В 489 до н. э. он был назначен консулом из-за своей невоинственности вместе с Публием Пинарием Мамерином Руфом. В их консульство вольски под предводительством Кориолана начали войну против Рима. Тит Ливий пропускает консулат Юла в своём труде. Сыновьями Юла был консул 482 года до н. э. носивший такое же имя и консул 483 года до н. э. Вописк Юлий Юл.